# Keith Moon
Keith John Moon (ur. 23 sierpnia 1946 w Londynie, zm. 7 września 1978 tamże) – brytyjski muzyk, perkusista zespołu The Who. 
Dołączył do zespołu w 1964, kiedy to zastąpił Douga Sandoma. Moon, ze swoją maniakalną, szaloną stroną i życiem pełnym nadużywania alkoholu, imprezowania i innych przyjemności, prawdopodobnie reprezentował młodzieńczą, szaloną stronę rock & rolla, a także jego autodestrukcyjną stronę; był duszą The Who, tak samo jak Pete Townshend był jego mózgiem, a Roger Daltrey jego sercem. Zagrał na wszystkich albumach zespołu od wydanego w 1965 roku My Generation, do Who Are You z 1978. Zmarł dwa tygodnie po wydaniu tej płyty.
W 2007 muzyk został sklasyfikowany na 2. miejscu listy 50 najlepszych perkusistów rockowych według Stylus Magazine.

## Życiorys

### Wczesne lata
Urodził się w Central Middlesex Hospital w londyńskiej dzielnicy Wembley. Był pierwszym dzieckiem Alfreda “Alfa” i Kathleen “Kit” Moon. Miał dwie młodsze siostry, Lindę (ur. 1949) i Lesley (ur. 1958). Matka zajmowała się prowadzeniem domu, ojciec był mechanikiem silnikowym. Mieszkał nieopodal stadionu Wembley. W wieku 14 lat został wyrzucony ze szkoły.

### Wczesna kariera muzyczna
W wieku 12 lat dołączył do ogólnonarodowej organizacji młodzieżowej Sea Cadet Corps, gdzie ubrany w mundurek, stał się sygnałowym i trąbił. Potem grał na bębnie. W wieku 14 lat dostał od matki swój pierwszy zestaw perkusyjny, perłowo niebieski Premier. Rodzice chcieli, aby miał jakieś zajęcie po tym, jak w 1961 został wyrzucony ze szkoły. Początkowo sam uczył się gry, nie pobierał nauki.
Rok później, w 1962 w Music Club w hotelu Oldfield spotkał perkusistę Carlo Little’a, grającego dla Screaming Lord Sutch. Po tym spotkaniu, Little dawał mu lekcje gry na perkusji przez kilka miesięcy. Rozpoczął wtedy też grę w zespole The Escorts. Pod koniec 1962 dołączył do The Beachcombers, gdzie pozostał przez 18 miesięcy. Zespół grał głównie rock and roll, a Keith wciąż był upominany o głośne granie.

### The Who
W wieku 17 lat dołączył do The Who (kwiecień 1964). Keith wziął udział w przesłuchaniu, kiedy to grupa szukała perkusisty. Przesłuchanie odbyło się w The Old Hotel w Greenford. Muzyk pojawił się na przesłuchaniu ze swoją matką. Przesłuchanie zakończyło się prawie kompletnym zdewastowaniem perkusji. Moon eksperymentował na różnych zestawach perkusyjnych. Grupa słynęła z niszczenia swoich instrumentów podczas koncertów, co stało się bardzo modne i było naśladowane przez inne grupy muzyczne. Moon był zespołowym błaznem i uwielbiał robić przeróżne dowcipy. Był także entuzjastą śpiewania. Chciał, aby jego głos pojawiał się w piosenkach The Who, na co nie godzili się pozostali członkowie zespołu.

## Życie prywatne
17 marca 1966 ożenił się w sekrecie ze swoją ciężarną dziewczyną Kim Kerrigan (właściwie Maryse Elizabeth Patricia Kerrigan). Ich córka, Amanda, urodziła się cztery miesiące po ślubie, 12 lipca 1966 w londyńskim Central Middlesex Hospital. W 1973 po latach znoszenia przemocy domowej i zdrad małżeńskich, żona opuściła Keitha zabierając ze sobą córkę. Rozwiedli się w kwietniu 1975. W latach 1968–1969 związany był z groupie Pamelą Des Barres. W latach 1975–1978 był w związku z modelką Annette Walter-Lax.

### Śmierć
Keith został zaproszony wraz ze swoją dziewczyną, Annette Walter-Lax, na przyjęcie z okazji premiery filmu The Buddy Holly Story wydane przez Paula McCartneya. Przyjęcie miało miejsce 6 września 1978.
Keith walczył z uzależnieniem od alkoholu, pomimo to tego wieczoru nie stronił od niego. W środku nocy Keith wrócił z Annette do mieszkania należącego do Harry’ego Nilssona, gdzie poszli spać. Po przebudzeniu się rano i zjedzeniu śniadania oraz obejrzeniu filmu zasnął powtórnie. Annette także poszła spać. Obudziła się około godziny 15:40. Zaniepokoiła się tym, że Keith nie chrapie, natychmiast zadzwoniła po ambulans. Pobudzenie akcji serca nic nie dało. Ciało zabrano do Middlesex Hospital, gdzie natychmiast stwierdzono śmierć.
Policyjne śledztwo wykazało, że Keith Moon zmarł podczas snu po zażyciu 32 tabletek (z czego 26 nie zostało nawet wchłoniętych) klometiazolu (Heminevrin), leku, który był częścią programu wyjścia z alkoholizmu. Tabletki te miały osłabiać głód alkoholowy, Keith natomiast popił je alkoholem. Po długoletnim używaniu narkotyków i piciu alkoholu organizm nie wytrzymał. Zmarł późnym popołudniem 7 września 1978 w pokoju numer 9 na 12 Curzon Place, London. W tym samym pokoju zmarła w 1974 roku Cass Elliot.
Moon zmarł kilka tygodni po wydaniu Who Are You, w wieku 32 lat.

## Kontrowersje
Moon był wysoce destrukcyjny. Niszczył pokoje hotelowe, domy przyjaciół, nawet swój dom. Często wyrzucał przez okna meble. Umieszczał w toaletach fajerwerki, po czym je wysadzał. Tego typu wydarzenia miały przeważnie miejsce po zażyciu alkoholu i narkotyków, od których był uzależniony. Uwielbiał szokować publiczność i być zawsze w centrum uwagi.
W dniu 4 stycznia 1970 Moon udawał się na otwarcie dyskoteki w Hatfield. Bentleya prowadził jego ochroniarz i zarazem kierowca Neil Boland. Po imprezie samochód Moona został zaatakowany przez grupę skinheadów. Boland wyszedł z samochodu, aby oczyścić drogę, zaś Moon usiadł za kierownicą samochodu. Boland był bity przez napastników i wylądował na ziemi przed samochodem. Keith nie widząc go, dodał gazu i przejechał kierowcę, który poniósł śmierć. Larry Smith z The Bonzo Dog Doodah Band, którego podwozili, był w samochodzie i twierdził, że Neil zostawił samochód na luzie, i ten zaczął powoli toczyć się. Keith chciał go zatrzymać i dlatego wskoczył za kółko. Dochodzenie oczyściło Keitha z winy.

## Praca poza The Who
- 1967 – gitarzysta Jeff Beck zaprosił Moona do nagrań swojego albumu z Jeff Beck. Moon krzyczał i grał na perkusji w nagraniu Beck's Bolero na albumie Truth wydanym w 1968 roku i wznowionym w 1971;
- 1971 – grał na perkusji na pierwszym solowym albumie Johna Entwistle, Smash Your Head Against The Wall;
- 1972 – wziął udział w nagraniu utworu Live Jam umieszczonym na płycie Johna Lennona, Sometime In NYC;
- 1972 – zagrał na albumie Screaming Lord Sutch, Hands Of Jack The Ripper w utworach „Good Golly Miss Molly” i „Jenny Jenny”;
- 1974 – zagrał na perkusji w dwóch nagraniach na albumie Roya Harpera, Flashes From The Archives, oraz w jednym nagraniu na albumie Valentine;
- 1975 – wydanie albumu Two Sides Of The Moon[30]. Pomocą służył mu Ringo Starr, z którym byli zaprzyjaźnieni. Keith śpiewał we wszystkich nagraniach. W niektórych wziął udział John Lennon. Wszystkie piosenki są coverami. Na perkusji grali także Ringo Starr i Jim Keltner. Na basie Bill Wyman.
- 1977 – Keith wystąpił na koncercie Led Zeppelin w LA Forum. Grał na tamburynie i timpani. Na krótki czas zasiadł za zestawem Bonhama w utworze Moby Dick.

## Wybrana filmografia
| Rok  | Tytuł                                                                            | Rola                 | Reżyser                     |
| ---- | -------------------------------------------------------------------------------- | -------------------- | --------------------------- |
| 1971 | Dwieście moteli (200 Motels)                                                     | The Hot Nun          | Tony Palmer, Frank Zappa    |
| 1973 | To będzie dzień (That'll Be the Day, film dokumentalny)                          | J.D. Clover          | Claude Whatham              |
| 1974 | Syn Draculi (Son of Dracula)                                                     | muzyk: hrabia Downes | Freddie Francis             |
| 1974 | Harry and Ringo's Night Out Promo Reel (animowany film krótkometrażowy)          | Keith (głos)         | Michael Viner               |
| 1974 | Gwiezdny pył (Stardust)                                                          | J.D. Clover          | Michael Apted               |
| 1974 | Sonic Boom (film krótkometrażowy)                                                | Mad Doctor Cherman   | Jeffrey Mandel              |
| 1975 | Tommy                                                                            | wujek Ernie          | Ken Russell                 |
| 1978 | Sextette                                                                         | projektant sukienek  | Ken Hughes                  |
| 1979 | Dzieciaki są w porządku (The Kids Are Alright, film dokumentalny)                | w roli samego siebie | Jeff Stein                  |
| 1997 | Message to Love: The Isle of Wight Festival (mat. archiwalne, film dokumentalny) | w roli samego siebie | Murray Lerner               |
| 2009 | The Who: At Kilburn 1977 (wideo)                                                 | perkusista           | Jeff Stein                  |
| 2011 | Amazing Journey: The Story of The Who (mat. archwiwalne, film dokumentalny)      | w roli samego siebie | Paul Crowder, Murray Lerner |